# Shirley Collie
Shirley Collie, gen.Shirley Simpson, (Chillicothe, 16 maart 1931 – Springfield (Missouri), 27 januari 2010) was een Amerikaanse country- en rockabilly-artieste. Zij was van 1963 tot 1971 de tweede echtgenote van zanger Willie Nelson.
Caddell was aan het eind van de jaren 1955 te zien in het televisieprogramma Ozark Jubilee en had drie nummers in de Billboardcountry-hitlijst: "Dime a Dozen" op nummer 25 en "Why Baby Why" op nummer 23 (een duet met Warren Smith) in 1961, en "Willingly", een duet met Nelson, in 1962.

## Discografie

### Singles
| Jaar | Single                            | US Country |
| ---- | --------------------------------- | ---------- |
| 1961 | "Dime a Dozen"                    | 25         |
| 1961 | "Why Baby Why" (met Warren Smith) | 23         |
| 1962 | "Willingly" (met Willie Nelson)   | 10         |